# Casamento de Henrique de Gales e Meghan Markle
O casamento de Henrique de Sussex e Meghan Markle foi um evento da família real britânica que ocorreu em 19 maio de 2018. A cerimônia teve lugar na Capela de São Jorge, no Castelo de Windsor, Windsor, Inglaterra. O noivo, príncipe Henrique, é neto da rainha Isabel II. A noiva, Meghan Markle, é uma atriz norte-americana.

## O casal
O noivo, Henrique de Gales, é o segundo filho de Carlos, Príncipe de Gales e Diana, Princesa de Gales, e desde 2022, quinto na linha de sucessão à sua avó, Isabel II. A noiva, Meghan Markle, é uma atriz norte-americana que era uma das protagonistas da série Suits.
O casal mantém relacionamento desde junho de 2016, entretanto a relação só veio a público em setembro do mesmo ano. Em 8 de novembro, uma declaração oficial foi divulgada pelo secretário de comunicações da família real para enfrentar a "onda de abuso e assédio" dirigida a Markle que seguiu o anúncio de seu relacionamento com o príncipe Henrique.
Markle é a segunda norte-americana e a primeira pessoa multirracial a se casar com um membro da família real britânica. Após o casamento, o casal viverá em Nottingham Cottage, no palácio do Kensington Palace.

## Anúncio de noivado

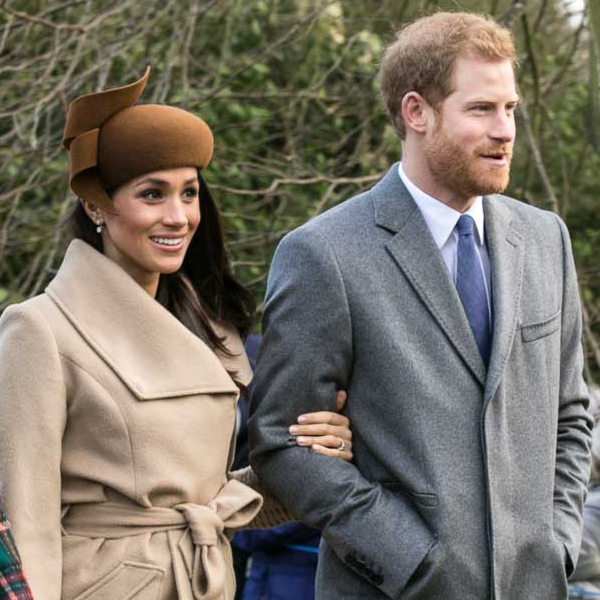
Henrique e Markle em Sandringham House, no Natal de 2017.

Em 27 de novembro de 2017, anunciou-se que Markle e Príncipe Henrique se tornaram noivos e se casariam no início de 2018. No dia seguinte houve o anúncio de que a cerimônia seria realizada em maio de 2018 e tomaria lugar na Capela de São Jorge, no Castelo de Windsor, Windsor, Inglaterra.
A rainha Isabel II e o príncipe Filipe expressaram publicamente sua aprovação ao casamento, enquanto diversos líderes políticos, incluindo Theresa May e Jeremy Corbyn parabenizaram o casal pelo anúncio. Após o anúncio, o casal concedeu uma entrevista exclusiva a Mishal Husain da BBC News, na qual Markle vestia um vestido cor esmeralda da grife italiana P.A.R.O.S.H. e um sobretudo branco da marca canadense Line the Label. Horas após a transmissão, o site da empresa saiu do ar temporariamente por não suportar o volume de acessos.
Markle é a segunda estadunidense e a primeira pessoa de raça mista a casar-se com um membro da família real britânica. O anúncio do noivado provocou muitos comentários sobre o possível significado social (ou insignificância) de Meghan Markle tornar-se um membro da realeza orgulhosamente de raça mista.
Sob os termos do Ato de Sucessão de 2013, os seis primeiros na linha de sucessão ao trono devem receber o consentimento do soberano para contrair matrimônio. Henrique era o quinto na linha de sucessão quando do anúncio de seu casamento. O consentimento real foi declarado ao Conselho Privado do Reino Unido em 14 de março de 2018.
Apesar de ter frequentado uma escola particular católica em sua juventude, Markle afirma não ser católica romana. Em 6 de março de 2018, Markle foi batizada e confirmada na Igreja de Inglaterra pelo Arcebispo da Cantuária Justin Welby em cerimônia privada no Palácio de St. James. Desde 2002, a Igreja Anglicana não proíbe o casamento de pessoas divorciadas com cônjuge ainda vivo, como é o caso de Markle, divorciada desde 2013. Com o início do noivado, Markle deu início ao processo de adesão à cidadania britânica, sendo que o Palácio de Kensington não informou se ela manterá dupla cidadania. Manter a cidadania estadunidense causaria complexidade para a realeza britânica, já que suas finanças estariam sob jurisdição do Internal Revenue Service. No fim de 2017, o casal foi convidado a celebrar o Natal juntamente com a rainha em Sandringham House.

## Casamento

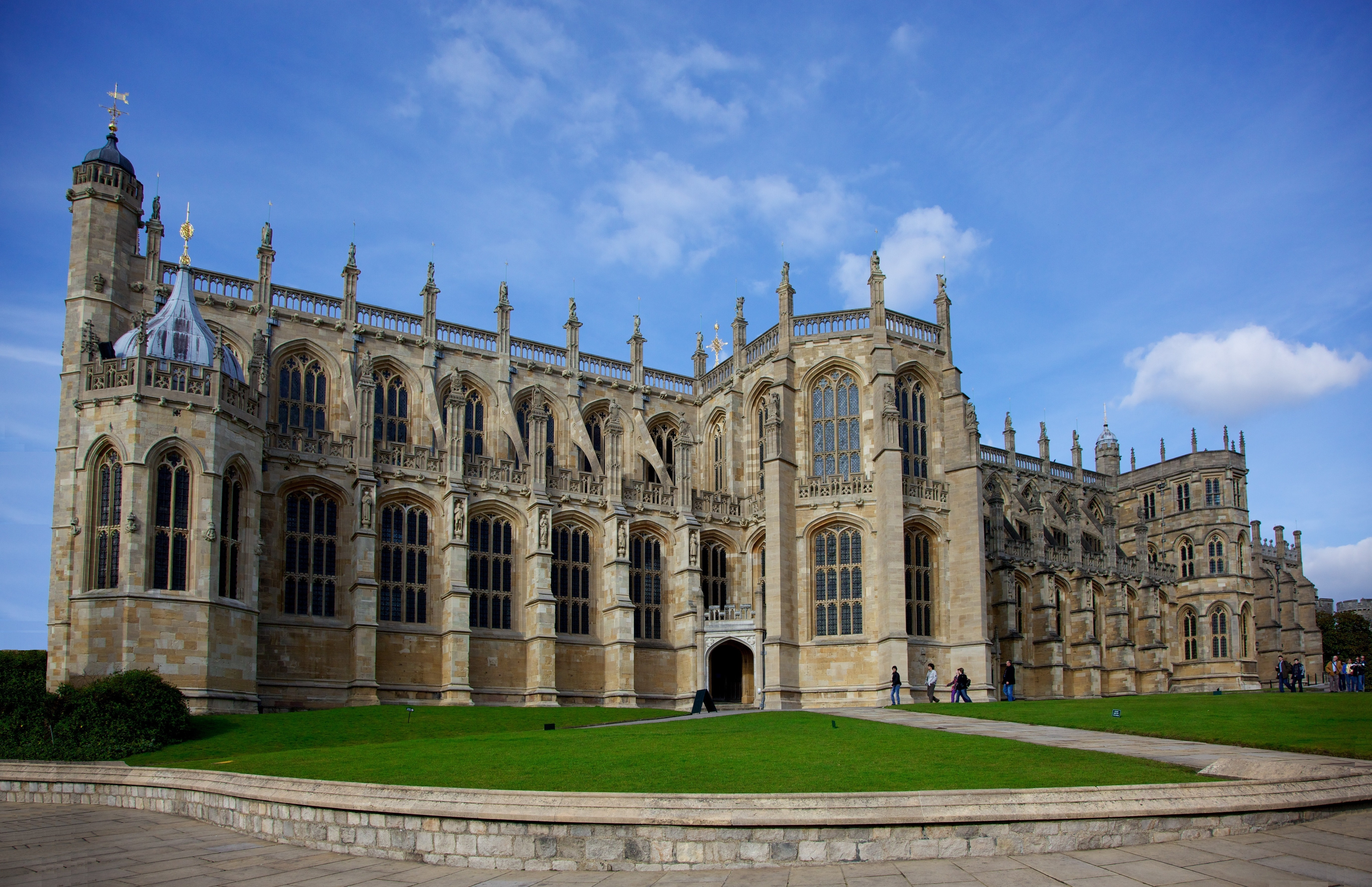
A tradicional Capela de São Jorge, construída no século XIV, abrigou o casamento real.

### Planejamento
Ao contrário do Casamento de Guilherme de Gales e Catherine Middleton, em 2011, o governo britânico não declarou a data do casamento de Henrique e Meghan Markle como feriado. O casamento ocorreu no mesmo dia da final da Copa da Inglaterra, que normalmente conta com a presença de Guilherme enquanto presidente da The Football Association. A realização do casamento em um sábado quebrou a tradição da realeza britânica de casar-se em dia de semana. Em 12 de fevereiro de 2018, o Palácio de Kensington anunciou que a cerimônia teria início ao meio-dia (horário local).

### Local
O casamento ocorreu no sábado, 19 de maio de 2018, na Capela de São Jorge, no Castelo de Windsor. A tradicional capela já havia abrigado o casamento do Conde de Wessex (tio de Henrique) e Peter Philips (primo), em 1999 e 2008, respectivamente. Em 2005, o local sediou a cerimônia particular de casamento do Príncipe de Gales e a Duquesa da Cornualha.

### Custos
A família real britânica anunciou que arcaria com as despesas do casamento de Henrique e Markle. Os custos do bolo, florista e buffet foram estimados em 50 mil, 110 mil e 286 mil libras esterlinas, respectivamente; enquanto o custo total margeia os 32 milhões de libras. Os custos com segurança foram menores do que o casamento dos duques de Cambridge em 2011. O Real Borough de Windsor e Maidenhead divulgou gastos de 2,6 milhões de libras na limpeza e reorganização de suas vias públicas após o evento.

### Festa de casamento

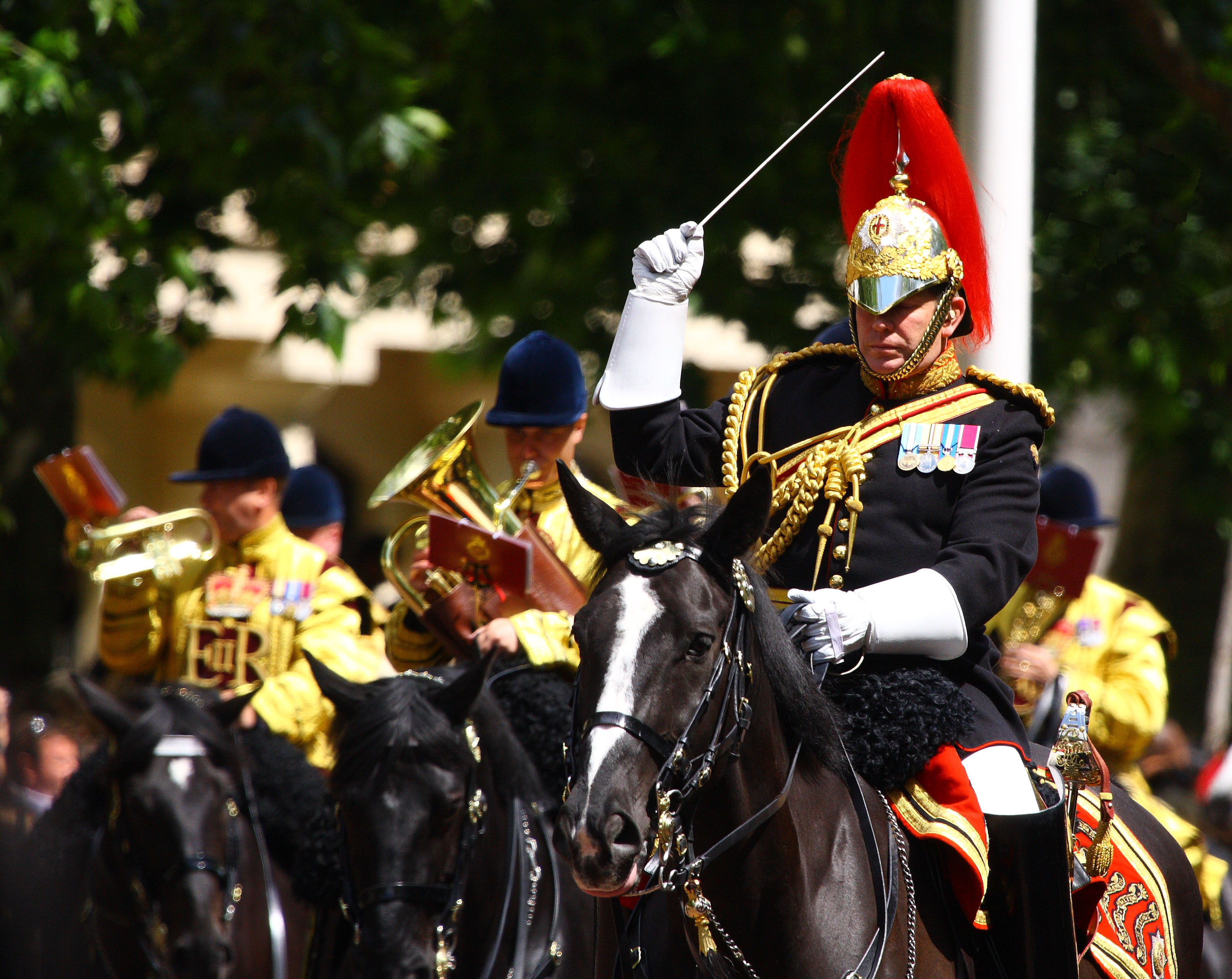
Os Blues and Royals, antigo regimento de Henrique, serviram de escolta na procissão real.

Em 26 de abril de 2018, o Palácio de Kensington anunciou que Henrique havia convidado seu irmão, Guilherme, a ser seu padrinho de casamento. Inicialmente não havia sido confirmado se Guilherme deixaria de comparecer à final da Copa da Inglaterra, a qual costuma comparecer como presidente da The Football Association. Em dezembro de 2017, no entanto, o Palácio de Kensington publicou uma nota informando que o horário da cerimônia não impediria a presença de Guilherme no evento esportivo. Contudo, em março, o Duque de Cambridge confirmou sua ausência na final do evento.
Especulou-se se Jessica Mulroney, amiga da noiva, seria sua dama de honra. No início de maio de 2018, não havia ainda confirmação sobre esta hipótese e que as madrinhas e os pajens seriam todos crianças. Um total de dez madrinhas e pajens foram selecionados, cinco da noiva e cinco do noivo: dois afilhados de Markle, Rylan e Remi Ritt, bem como Brian, John e Ivy Mulroney; enquanto Henrique escolheu seus sobrinhos Jorge e Carlota, além de seus afilhados Florence van Cutsem, Zalie Warren e Jasper Dyer.
Em 18 de maio, o Palácio de Kensington informou que o Príncipe de Gales acompanharia Markle na entrada nupcial, após a confirmação de que Thomas Markle não compareceria ao casamento devido uma cirurgia no coração recente. A noiva passou a noite anterior ao casamento com sua mãe em Cliveden House, enquanto o noivo passou a noite juntamente com seu irmão em Coworth Park Hotel. Markle foi acompanhada até ao local do casamento por sua mãe. 
Aproximadamente 250 membros das Forças Armadas do Reino Unido participaram do cerimonial, a maioria dos quais servem em unidades relacionadas de alguma maneira a Henrique:
- Membros da Household Cavalry serviram de escolta para os cortejos reais.
- Armação de rua foi provida por:
  - 1.º Batalhão, Irish Guards
  - 1.º Batalhão, Royal Gurkha Rifles
  - Marinha Real Britânica
  - Royal Marines
  - RAF Honington

### Cerimônia religiosa
A cerimônia religiosa foi conduzida com base na liturgia cristã para o casamento descrita no Livro de Oração Comum da Igreja de Inglaterra, igreja-mãe da Comunhão Anglicana.
Às 8 da manhã (horário local), as dependências do Castelo de Windsor passaram a receber os primeiros espectadores. A congregação e os convidados principais chegaram ao local às 9h30, seguidos pelos membros da Família Real. A rainha e o duque de Edimburgo foram os últimos membros da família real a partir para a cerimônia, uma antiga tradição, chegando às 11h52 da manhã. Logo em seguida, Markle chegou ao local acompanhada dos pajens e damas de honra. Markle foi acompanhada pelo Príncipe de Gales ao longo da capela até ao altar.
A tia materna de Henrique, Baronea Fellowes, leu um trecho de Cântico dos Cânticos em uma Bíblia cristã. O Deão de Windsor, David Conner, conduziu a cerimônia enquanto o Arcebispo da Cantuária Justin Welby realizou os atos principais. Entre os celebrantes esteve o bispo Michael Curry da Igreja Episcopal dos Estados Unidos (a autoridade estadunidense da comunhão anglicana). Em sua homilia de 14 minutos de duração, que citou figuras proeminentes como Martin Luther King Jr. e o jesuíta Teilhard de Chardin (a quem se referiu como "um dos maiores espíritos do século XX"), Curry enfatizou a redenção através do amor; sua extensão imprevista atrasou a cerimônia em oito minutos. Rose Hudson-Wilkin, a Capelã da Rainha, e o arcebispo copta de Londres Anba Angaelos conduziram as preces.

### Convidados
O casamento também contou com a presença dos seguintes convidados:
- Gabriel Macht
- Patrick J. Adams e Troian Bellisario
- David Beckham e Victoria Beckham
- James Blunt e Sofia Wellesley
- Priyanka Chopra
- George e Amal Clooney
- James Corden
- Idris Elba
- Nacho Figueras
- Janina Gavankar
- Will Greenwood
- Tom Hardy e Charlotte Riley
- James Haskell
- Rick Hoffman
- Sir Elton John e David Furnish
- Serena Williams e Alexis Ohanian
- Oprah Winfrey

## Presentes de casamento
Como o protocolo da família real impede que sejam aceitos presentes de desconhecidos ou de marcas que possam querer fazer publicidade, o casal devolveu mais de 35 milhões de reais em presentes de casamento. Uma empresa chegou a enviar uma sunga e um biquíni personalizados ao casal, esperando que fossem usados na lua de mel, mas as peças foram devolvidas. Ao invés de presentes, Meghan e Harry pediram que as pessoas fizessem doações a instituições de caridades.

## Audiências em Portugal
RTP, SIC, TVI, CMTV e SIC Caras transmitiram o casamento real do ano.
Estas foram as audiências que cada canal conquistou:
- RTP1: 4,2% de rating e 15,4% de share
- SIC: 4,0% de rating e 14,7% de share
- TVI: 5,3% de rating e 19,5% de share
- CMTV: 0,7% de rating e 2,7% de share
- TVI24: 1,0% de rating e 3,9% de share
- SIC Caras: 0,1% de rating e 0,4% de share

A RTP teve Margarida Mercês de Mello a fazer os comentários em directo, a SIC colocou Clara de Sousa e Júlia Pinheiro, enquanto a TVI colocou Judite Sousa e Manuel Luís Goucha.